# 1883

## Esdeveniments
Països Catalans
- 17 de març, Barcelona: s'inaugura el Cementiri de Montjuïc.
- 21 d'octubre, diada de Santa Úrsula, Valls: Primer 5 de 9 descarregat del qual es té constància.

Resta del món
- 14 d'abril, París: S'estrena l'òpera Lakmé, de Léo Delibes, a l'Opéra-Comique.[1]
- 26 d'agost, Krakatau, Indonèsia: el volcà de l'illa sofreix una de les més grans explosions volcàniques conegudes; van desaparèixer volatilitzats dos terços de l'illa.

## Naixements
Països Catalans
- 22 de febrer, Barcelona: Manolita Piña de Rubies, xilògrafa i pintora noucentista catalana (m. 1994).[2]
- 4 de març, Alcoi: Virgínia Soler i Alberola, metgessa pionera valenciana (m. 1965).[3]
- 14 de març, Barcelona: Joan Manén i Planas, virtuós del violí i compositor.[4]
- 19 de març - Terrassa: Teresa Romero Domingo, pintora catalana autodidacta (m. 1974).[5]
- 2 de maig, Prats de Lluçanès, Osona: Joaquim Pecanins i Fàbregas, músic català.[6]
- 14 de maig - València: Teresa Idel, cantant de sarsuela i actriu valenciana (m. 1969).[7]
- 22 de maig:
  - Sabadell: Joan Costa i Deu, periodista i escriptor català (m. 1938).[8]
  - Sarral: Claudi Ametlla i Coll, periodista i polític català, militant d'Acció Catalana Republicana (m. 1968)[9]
- 21 de juny, el Tarròs, Tornabous: Lluís Companys i Jover, polític president de la Generalitat de Catalunya.
- 5 de juliol, Bóixols: Rosa Viñals Lladós, cirurgiana, llevadora i editora de premsa especialitzada.

- 2 d'agost, Mataró: Àngela Bransuela, mare de família que dona nom a un Institut (m. 1965).[11]
- 15 d'agost, Barcelona: Consol Tomàs-Salvany i Claramunt, pintora catalana (m. 1973).[12]
- 20 d'agost, València: Miquel Duran de València, escriptor i activista cultural valencià
- 15 de setembre, Barcelona: Esteban Terradas i Illa, físic, matemàtic i enginyer català (m. 1950).
- 15 d'octubre, Sóller: Maria Mayol i Colom, escriptora, pedagoga, política i activista cultural mallorquina (m. 1959).[13]
- 19 de desembre, Albesa: Victorina Vila Badia, mestra catalana, cofundadora de diversos projectes escolars de Lleida (m. 1962).[14]
- Benicolet: Samuel Prats, músic.
- Barcelona: Aurora Malagarriga i Ormart, pintora catalana de flors i fruits (m. 1938).[15]

Resta del món
- 6 de gener, Bsharra, Líban: Khalil Gibran, poeta i pintor d'origen àrab libanès establert als Estats Units, on va escriure en àrab i anglès
- 14 de gener, Torí: Nina Ricci, dissenyadora i costurera francoitaliana (m.1970).[16][17]
- 17 de gener, 
  - Ginebra: Mina Audemars, institutriu i pedagoga suïssa.[18]
  - París: Gabrielle Colonna-Romano, actriu francesa (m. 1981).[19]
- 22 de febrer, Avondale, Ohio: Marguerite Clark actriu de teatre i cinema mut estatunidenca (m. 1940).[20][21]
- 15 de març, Badostain, Eguesibar: Josefa Úriz Pi, mestra, pedagoga i activista política navarresa (m. 1958).[22]
- 27 de març, Tallinn: Marie Under, poetessa estoniana, una de les figures més importants en la literatura d'aquest país (m. 1980).[23]
- 8 d'abril - Glasgow (Escòcia): Muriel Robertson, protozoòloga i bacteriòloga a l'Institut Lister de Londres (m. 1973).[24]
- 10 d'abril - Limpias, Cantàbria: Pura Maortua, directora teatral espanyola del segle xx (m. 1972).[25]
- 2 de maig, Torí: Alessandro Cagno, pilot
- 4 de maig, Sanshui,província de Guangdong (Xina): Wang Jingwei (xinès simplificat: 汪精卫, xinès tradicional: 汪精衛, pinyin: Wāng Jīngwèi), pseudònim de Wang Tiaoming, polític xinès (m. 1944).[26]
- 18 de maig:
  - Cuiabá, Mato Grosso (Brasil): Eurico Gaspar Dutra, general brasiler, polític i President del Brasil del 1946 al 1951. (m. 1974).[27]
  - Berlín (Alemanya): Walter Gropius, arquitecte, urbanista i dissenyador alemany (m. 1969).[28]
- 5 de juny, Cambridge, Anglaterra: John Maynard Keynes, economista, filòsof i acadèmic anglès (m. 1946).[29]
- 18 de juny, Nova York: Mary Alden, actriu de cinema mut nord-americana (m. 1946).[30]
- 23 de juny, Londres: Geraldine Beamish, tennista anglesa, medallista als Jocs Olímpics d'Anvers (m. 1972).[31]
- 24 de juny, Waldstein, Bohèmia (Imperi-Austrohongarès): Victor Franz Hess, físic austríac, Premi Nobel de Física de 1936 (m. 1964).[32]
- 28 de juny, Châteldon, Puèi Domat, (França): Pierre Laval, polític francès d'origen occità. Durant la Primera Guerra Mundial fou diputat del departament del Senapel Partit socialista (1914-1919).Després de la capitulació de França el 1940, fou nomenat viceprimer ministre pel mariscal Henri Philippe Pétain, i seria una de les personalitats més destacades de la França de Vichy (m. 1945).[33]
- 3 de juliol, Praga, Imperi Austrohongarès: Franz Kafka, escriptor txec en llengua alemanya.[34]
- 17 de juliol, Alfred (Maine): James Edward Abbé, fotògraf nord-americà.
- 23 de juliol, Bagneres-de-Bigorre (França): Alan Brooke, 1r Vescomte Alanbrooke, comandant superior de l'Exèrcit Britànic (m. 1963).[35]
- 29 de juliol, Predappio, Regne d'Itàlia: Benito Mussolini, dictador italià.[36]
- 12 d'agost, Boston (Estats Units): Pauline Frederick, actriu estatunidenca de cinema mut.[37]
- 13 d'agost, Pamplona: Rosa Oteiza, model del monument dels Furs de Navarra (m. 1970).[38]
- 19 d'agost, Saumur, França: Coco Chanel, modista francesa (m. 1971).[39]
- 23 d'agost, Okrika: Herbert Bankole-Bright, polític
- 30 d'agost, Utrecht, Països Baixos: Theo van Doesburg, pintor, arquitecte i teòric de l'art neerlandès. (m. 1931).[28]
- 17 de setembre, Rutherford, New Jersey (EUA): William Carlos Williams, poeta estatunidenc (m. 1963).[40]
- 8 d'octubre, Friburg de Brisgòvia, Alemanya: Otto Heinrich Warburg, bioquímic i metge alemany, Premi Nobel de Medicina o Fisiologia de 1931
- 11 d'octubre, Viena, Imperi Austrohongarès: Fritz Stiedry, director d'orquestra.
- 12 d'octubre, La Laguna, Tenerife: Mercedes Pinto, escriptora i periodista canària (m. 1976).[41]
- 20 d'octubre, Nijni Nóvgorod: Aleksandr Krein, compositor soviètic.[42]
- 21 d'octubre, Estocolm, Suècia: Alfred Nobel, químic, inventor de la dinamita. Donà tota la seva fortuna per a instituir els Premis Nobel.
- 31 d'octubre, París: Marie Laurencin, pintora i gravadora francesa (m. 1956).[43]
- 26 de novembre, Szekszárd, Hongria: Mihály Babits, poeta hongarès (m. 1941).[44]
- 12 de desembre, Dublín, Regne Unit de la Gran Bretanya i Irlanda: Peadar Kearney, escriptor, compositor i poeta irlandès.
- 14 de desembre, Tanabe, Japó: Morihei Ueshiba, creador de l'aikido.
- 3 de desembre, Viena, Àustria: Anton Webern, compositor austríac (m. 1945).[45]
- 22 de desembre, París, França: Edgard Varèse, compositor francès (m. 1965).[46]
- 30 de desembre, Edegem, Bèlgica: Marie Gevers, novel·lista

## Necrològiques
Països Catalans
- 4 de novembre - Sabadell: Josep de Calassanç Duran i Mimó, industrial tèxtil i alcalde de Sabadell.

Resta del món
- 16 de gener, Madrid: Matilde Díez, actriu de teatre espanyola, una de les més destacades del segle xix (n. 1818).[47]
- 13 de febrer, Venècia, Regne d'Itàlia: Richard Wagner, compositor alemany, autor d'òperes.[48]
- 14 de març, Londres, Regne Unit: Karl Marx, filòsof, sociòleg, economista i pensador socialista. (n. 1818)[49]
- 30 d'abril, París, França: Édouard Manet, pintor. Considerat un dels pares de l'impressionisme.[50]
- 26 de maig, Damasc, Síria: Abd al-Kader, emir, líder de la resistència algerina davant la colonització francesa.
- 3 de juny, París: Karl Wehle, pianista i compositor txec.
- 20 de juny: Gustave Aimard, escriptor de novel·les d'aventures.
- 3 de setembre - Bourgival (França): Ivan Turguénev (en rus: Ива́н Серге́евич Турге́нев), escriptor, novel·lista i dramaturg, considerat el més europeista dels narradors russos del segle xix (n. 1818).[51]
- 17 de setembre - Madrid: Àngela Grassi, escriptora del Romanticisme i directora de revistes (n. 1826).[52]
- Edward Calvert, pintor i gravador anglès.
- Vic: Marià Aguilar i Casadevall (n. 1810), bibliotecari episcopal.